# Massimo Donadi
Massimo Donadi (ur. 11 lutego 1963 w Wenecji) – włoski adwokat i polityk, parlamentarzysta.

## Życiorys
Ukończył studia prawnicze na Uniwersytecie Bolońskim. Przez pięć lat pracował jako asystent na tej uczelni, zajmując się nauczaniem prawa cywilnego. W 1987 podjął praktykę w zawodzie adwokata.
W 1998 kandydował do rady miasta z ramienia koalicji centrolewicy skupionej wokół Paola Costy, zaangażował się następnie w działalność ugrupowania Włochy Wartości. Obejmował różne funkcje w strukturze tego ugrupowania. W 2004 został asesorem ds. kultury w administracji prowincji Wenecja.
W 2005 został wybrany do Senatu w trakcie XIV kadencji. W 2006 i w 2008 uzyskiwał mandat posła do Izby Deputowanych XV i XVI kadencji. W obu kadencjach powoływano go na przewodniczącego frakcji parlamentarnej partii Włochy Wartości. W listopadzie 2012 opuścił to ugrupowanie, powołując koło poselskie Diritti e Libertà, a w grudniu 2012 wraz z m.in. działaczami Sojuszu dla Włoch ugrupowanie Centrum Demokratyczne. W 2013 nie został wybrany do parlamentu.